# Лехгау
Лехгау (нім. Löchgau) — громада в Німеччині, знаходиться в землі Баден-Вюртемберг. Підпорядковується адміністративному округу Штутгарт. Входить до складу району Людвігсбург.
Площа — 10,95 км2. Населення становить 5600 ос. (станом на 31 грудня 2020).